# Camaridium falcatum
Camaridium falcatum là một loài thực vật có hoa trong họ Lan. Loài này được (Ames & Correll) M.A.Blanco mô tả khoa học đầu tiên năm 2007.